# 資訊尋求過程
資訊尋求過程(information search process)是一個屬於資訊尋求行為的理論。其定義為使用者從資訊中尋找意義的一種建構活動，目的在於擴展其對某一問題或主題的知識。

## 起源
此理論由Carol Kuhlthau在1983年至1989年間提出並陸續修改，理論內容建構在Kelly的建構原則(Phases of Construction)、Taylor的需求層次(Levels of Need)、Belkin的特定性層次(Levels of Specificity)、Taylor & Berkin的表達論(Expression)以及Kelly的情緒論(Mood)上。

## 內容
Carol Kuhlthau將資訊尋求過程分為六大階段：
| ISP階段            | 感覺(Feelings)  | 想法(Thoughts)   | 行動(Actions)         | 適當的行為(Appropriate Task) |
| 開始(Initiation)   | 不確定性        | 一般性/模糊      | 尋求過去經驗/背景資訊 | 認清資訊需求                 |
| 選擇(Selection)    | 樂觀            |                  |                       | 確認                         |
| 探索(Exploration)  | 困擾/挫折/懷疑  |                  | 尋求相關資訊          | 查詢                         |
| 成型(Formulation)  | 清晰            | 有範圍/較清楚    |                       | 形成焦點                     |
| 收集(Collection)   | 方向感/自信     | 興趣增加         | 尋求焦點或相關資訊    | 收集                         |
| 呈現(Presentation) | 解脫/滿足或失望 | 較清晰或焦點集中 |                       | 完成                         |

以下是ISP的六个阶段的解释

1. 开始（initiation）
开始阶段是当一个人感觉自己的知识不足，感到不确定或者忧虑，此阶段的任务是意识（recognize）到资讯需求，在思维上会考虑问题与先前经验和知识的关系，试图更了解任务，通常会采取讨论各种可能性，搜寻背景资讯。
2.选择（selection）
选择（selection）阶段的任务是确认和选择主题。心情上从不确定性到乐观，在想法上会斟酌主题与个人兴趣，作业要求，资讯可得性以及时间的问题，采取的典型的行动例如与他人交换意见，确定资讯可得性，浏览主题的可选择性等（skim or sacn）。无论是什么原因造成了延误了选择（selection），都会造成焦虑，紧张，直到主题被确定。
3. 探索（exploration）
探索阶段在情绪上经常有困惑，沮丧，怀疑等，它的任务是调查一般性主题（general topic）的资讯以及扩展个人的了解。思想上对于主题会变为较有方向，也有较充足的资讯以及以专注和形成个人的观点。此阶段的行动包括搜集一般性，有相关性的资料以及进行阅读，并将新概念和已知的知识结合。
在这个阶段使用者尚未能精确的陈述资讯需求，这会造成使用者与系统间的沟通不良（awkward），由于感到自己对系统的能力不足或沮丧，有些使用者可能放弃了检索。在这个阶段，合适的策略应该偏向指示性（indicative）而非开放性(invitational)，例如详细的笔记可以避免资讯搜寻草率的提早结束，偶遇的资讯往往较不适用，不同来源的资讯也较无法共同使用。
4. 形成（formulation）
形成阶段是ISPDE转折点，不稳定的情绪会消失，信心会增加。本阶段的任务是从资料中形成一个焦点。在思考方面包括确认和挑选想法，以形成该主题的焦点观点（focused perspective of the topic）。此阶段是一个建构的过程，提供有洞察力的观点。在情绪上，变化是从不确定到明确，自信心增加。

5.收集（collection）
收集（collection）是读者和系统功能最有效（effective）和效率（efficient）的阶段。此时的任务在聚集（gather）焦点主题（focused topic）的资讯，思维的核心是定义，扩展和支持焦点主题。此阶段的行动包括搜寻与焦点观点相关的资讯，并做详细的笔记，例如记录资讯的相关性等。伴随着对于主题越来越深的兴趣，信心会继续增加而不确定性会消退。   
6. 呈现（presentation）
呈现（presentation）阶段的情绪会感到轻松，无论是对作业的满意和失望。此时的任务是完成研究并准备发表或利用所发现的成功。行动包括摘要说明资料应用的情形，组织大纲以呈现作业的成功。对于搜索的评估通常包含于第六个阶段，在情感上有完成的感觉，认知上会提升自我觉醒。
資訊搜尋特徵:
問題認定後，消費者通常已有解決之道，這種情況下往往會使用長期記憶來做出抉擇。 
內部搜尋(internal search)：在長期記憶中搜尋相關資訊的過程。 
外界搜尋(external search)：內部搜尋未能衍生解決之道，搜尋過程便會轉移到外界的相關資訊上。
消費者對某項產品沒有另行搜尋其他資訊者，屬於有限決策，所用的資訊以內部資訊為主。
若進一步檢視其他品牌，則已為兼顧內部與外界資訊的有限決策，並傾向於延伸決策，則外界資訊搜尋的相對重要性愈高。 
持續搜尋(ongoing search)：一方面蒐集資訊以備未來之用，另一方面也享受搜尋過程所衍生的樂趣。